# Diogo Reis
Diogo Reis (Manaus, 20 de março de 2002) é um atleta brasileiro de Jiu-Jitsu Brasileiro, faixa preta. Competidor desde a infância, Reis é campeão do Campeonato Europeu de Jiu-Jitsu IBJJF, Campeonato Brasileiro de Jiu-Jitsu, Campeonato Pan-Americano de Jiu-Jitsu Brasileiro da IBJJF e Campeonato Mundial de Jiu-Jitsu da IBJJF nas divisões juvenil e de faixas inferiores, completando um IBJJF Grand Slam em 2019. Reis é bicampeão do Campeonato Mundial de Submission Fighting da ADCC.

## Carreira no grappling
Reis nasceu em 20 de março de 2002, em Manaus, Brasil. Ele começou a treinar Jiu-Jitsu Brasileiro em 2012, após seu irmão iniciar no esporte. Reis ingressou na equipe de Melqui Galvão como faixa amarela em 2015, recebendo todas as suas faixas dele nas divisões de faixas coloridas e, posteriormente, nas divisões adultas; foi promovido a faixa preta em 13 de dezembro de 2020, apenas sete meses após sua graduação como faixa marrom.

### 2022
Reis competiu na primeira seletiva sul-americana do ADCC South American Trials em 5 de fevereiro de 2022, vencendo a divisão de 66 kg e garantindo uma vaga no Campeonato Mundial de ADCC 2022.
Em 25 de junho de 2022, Reis representou a Equipe Brasil no Polaris Squads 4. Ele empatou em duas lutas contra Nick Ronan e Nathan Orchard, enquanto a Equipe Brasil venceu o evento geral. Reis foi então convidado a enfrentar Estevan Martinez no Who's Number One: Ryan v Pena 3 em 7 de agosto de 2022. Reis venceu a luta por decisão unânime.
No Campeonato Mundial de ADCC 2022, em 17 e 18 de setembro, Reis derrotou Ashley Williams por pontos na rodada inicial e seu companheiro de equipe Fabricio Andrey por decisão nos quartos de final no primeiro dia. Ele venceu Josh Cisneros por pontos na semifinal no segundo dia, antes de conquistar a divisão de 66 kg ao derrotar Gabriel Sousa por pontos na final.
Em 11 de dezembro de 2022, Reis conquistou a medalha de bronze na divisão peso-pena leve do Campeonato Mundial de Jiu-Jitsu da IBJJF 2022.

### 2023
Reis competiu no IBJJF Curitiba International Open nos dias 11 e 12 de março de 2023, vencendo as divisões peso-pena com quimono e sem quimono. Em 26 de março de 2023, Reis conquistou a medalha de ouro na divisão peso-pena leve do Campeonato Pan-Americano de Jiu-Jitsu da IBJJF 2023. Ele também competiu no Campeonato Brasileiro de Jiu-Jitsu em 7 de maio de 2023, conquistando o ouro na divisão peso-pena leve. Reis participou do Campeonato Mundial de Jiu-Jitsu da IBJJF 2023 nos dias 3 e 4 de junho de 2023, conquistando a medalha de bronze na divisão peso-pena leve.
Reis enfrentou Jack Sear em uma superluta no Honor Submission Challenge Italy em 1 de julho de 2023. Ele venceu a luta por decisão unânime. Em seguida, Reis enfrentou Samuel Nagai em uma superluta no BJJ Stars 11, em 9 de setembro de 2023. Ele venceu a luta por decisão.
Reis competiu em um torneio de quatro lutadores pelo título peso-pena do Who's Number One no Who's Number One 20: Night of Champions, em 1 de outubro de 2023. Ele venceu ambas as lutas por decisão unânime e foi coroado campeão. Reis também venceu a divisão peso-pena sem quimono no IBJJF São Paulo Open 2023, em 19 de novembro de 2023.
Reis foi escalado para defender seu título peso-pena do Who's Number One pela primeira vez contra Diego "Pato" Oliveira no WNO 21: Ryan vs Barbosa, em 30 de novembro de 2023. Ele se lesionou durante a luta e perdeu, consequentemente perdendo também o título peso-pena.
Reis estava escalado para representar a Equipe Modolfo na divisão até 65 kg na Final da AIGA Champions League 2023, nos dias 13 e 14 de dezembro. Ele teve que se retirar do torneio devido à lesão sofrida no WNO 21.

### 2024
Reis enfrentou Shay Montague em uma luta na divisão peso-pena no Who's Number One 23: Meregali vs Rocha, em 10 de maio de 2024. Ele venceu a luta por finalização.
Reis competiu contra Felipe Machado no BJJ Stars 13: Vikings Edition, em 3 de agosto de 2024. Ele venceu a luta por pontos.
Reis recebeu um convite para competir na divisão até 66 kg do Campeonato Mundial de ADCC 2024, nos dias 17 e 18 de agosto de 2024. Ele derrotou Huaiqing Xu, Fabricio Andrey, Josh Cisneros e Diego "Pato" Oliveira para vencer a divisão.

### 2025
Reis conquistou a medalha de ouro na divisão peso-pena leve do Campeonato Europeu de Jiu-Jitsu da IBJJF 2025. Em seguida, conquistou a medalha de prata na divisão peso-pena leve do Campeonato Pan-Americano de Jiu-Jitsu da IBJJF 2025.
Reis competiu contra Cleber Sousa no evento principal do Majestic BJJ Challenge 5, em 5 de abril de 2025. Ele venceu a luta por pontos.

### ONE Championship
Em sua estreia no ONE, Reis enfrentou Shoya Ishiguro em 8 de março de 2025, no ONE Fight Night 29. Na pesagem, Reis registrou 63,39 kg, 2,15 kg acima do limite da divisão peso-mosca, e foi multado em 40%, valor que foi destinado a Ishiguro. Reis finalizou Ishiguro com um kimura, vencendo a luta.